# 2017 في الاتحاد الأوروبي
أحداث 2017 في الاتحاد الأوروبي.

## المناصب
- رئيس المجلس الأوروبي
  -  دونالد توسك
- رئيس المفوضية الأوروبية
  -  جان كلود يونكر
- رئيس مجلس الاتحاد الأوروبي
  -  مالطا (كانون الثاني - حزيران) [1]
  -  إستونيا (حزيران - كانون الأول 2017) [2]

- رئيس البرلمان الأوروبي
  -  مارتن شولتز (إلى 17 كانون الثاني)
  -  أنطونيو تاجاني (منذ 17 كانون الثاني)
- الممثل السامي للاتحاد للشؤون الخارجية والسياسة الأمنية
  -  فيديريكا موغيريني

## الأحداث

### كانون الثاني
- 1 كانون الثاني
  - تتولى مالطا الرئاسة الدورية لمجلس الاتحاد الأوروبي لمدة ستة أشهر.
  - آرهوس (الدنمارك) وبافوس (قبرص) هما عاصمتا الثقافة الأوروبية لعام 2017. ستستضيف كلتا المدينتين فعاليات للترويج لثقافتهما المحلية.

### أيلول
- 16 أيلول أعلن مسؤول في الاتحاد الأوروبي في أن الولايات المتحدة لن تتعاقد مع باريس للمناخ, بعد انسحاب اتفاق باريس.

### تشرين الثاني
- 17 نوفمبر القمة الاجتماعية للوظائف العادلة والنمو في غوتنبرغ.[3]

## عواصم الثقافة الأوروبية
آرهوس، الدنمارك 
بافوس، قبرص 